# Ментор, Этьен
Этьен Ментор (фр. Étienne Mentor; 26 декабря 1771, Сен-Пьер — 1806) — французский политик, депутат Совета Пятисот от Сан-Доминго (острова Гаити), один из первых чернокожих в истории, занявший выборную должность в европейской стране.

## Биография
Родился на острове Мартиника — французской колонии в Вест-Индии, которая специализировалась на производстве тростникового сахара и поэтому получила прозвище «Сахарница Франции». Плантации сахарного тростника требовали большого числа рабов, которых привозили на остров из Африки. 
О ранней жизни Этьена Ментора известно не так много. В годы Великой французской революции, когда чёрные были уравнены в правах с белыми, он стал офицером революционной армии в чине, примерно соответствующем лейтенанту (не генералом, как иногда ошибочно сообщается). В 1797 году он был избран депутатом Совета Пятисот от Сан-Доминго (Гаити). Прибыв в метрополию, выступил в Совете с речью, где заявил о верности чернокожих республике и республиканской конституции. В дальнейшем выступал с речами еще несколько раз: дважды по вопросам, связанным с углублением эмансипации чёрных, в третий раз — с публичным осуждением Перротена, ещё одного депутата от Сан-Доминго, перебежавшего на сторону англичан. 
К перевороту 18 брюмера, приведшему к власти Наполеона Бонапарта, в ходе которого Совет Пятисот был разогнан силой (некоторым депутатам пришлось выпрыгивать в окна) Этьен Ментор отнёсся весьма враждебно. Прожив в Париже ещё некоторое время (по некоторым данным, под арестом) он добился разрешения вернутся в Вест-Индию и отплыл туда на корабле из французского порта Брест. Считается, что по дороге в Вест-Индию он спас матроса, упавшего за борт, так как умел плавать и бросился с корабля в воду вслед за ним. Вернувшись на Гаити в 1801 (по другим данным, в 1804 году), Ментор принял участие в событиях Гаитянской революции, стал адъютантом Жан-Жака Дессалина, затем перешел под командование Александра Петиона. Дальнейшая его судьба неизвестна.
Прижизненный портрет Этьена Ментора был создан художницей Нанин Валлен, убеждённой революционеркой-якобинкой. Сохранилась гравюра с этого портрета, выполненная Франсуа Бонневилем в 1802 году или несколько ранее. На портрете запечатлён молодой человек (Этьену Ментору в начале его работы в Совете Пятисот было около 26 лет), во французском офицерском мундире.